# Омурва, Джонстон
Джонстон Омурва  (англ. Johnstone Omurwa; род. 8 августа 1998, Кения) — кенийский футболист, защитник клуба «Эштрела» и национальной сборной Кении.

## Карьера

### Начало карьеры
После окончания школы первым клубом игрока стал «Вазито», с которым подписал контракт в 2017 году. В 2018 году перешёл в «Матаре Юнайтед». Дебютировал за клуб в феврале 2018 года в матче против клуба «Вихига Юнайтед». В  2018 году перешёл в «Матаре Юнайтед», а в декабре 2019 года вернулся назад в «Вазито». Летом 2020 года должен был состоятся трансфер игрока в ангольский клуб «Петру Атлетику», однако сделка не состоялась и игрок остался играть в кенийском клубе.

### «Эштрела»
В июле 2022 года перешёл в израильскую «Секцию». Однако спустя месяц в августе 2022 года футболист перешёл в португальский клуб «Эштрела». Дебютировал за клуб 31 октября 2022 года в матче против клуба «Вилафранкенсе». Большую часть сезона футболист пропустил, сыграв за клуб в 9 матчах во всех турнирах. Также по итогу сезона стал бронзовым призёром чемпионата. В стыковых матчах футболист участие не принимал, однако португальский клуб смог победить клуб «Маритиму» и выйти в Примейру.
Новый сезон футболист начал 19 августа 2023 года с дебютного матча в португальском чемпионате против лиссабонской «Бенфики», выйдя на поле в стартовом составе.

## Международная карьера
В 2018 году выступал в молодёжной сборной Кении.
В 2018 году стал вызываться в национальную сборную Кении. В июне 2018 года стал серебряным призёром межконтинентального кубка. Дебютировал за сборную в товарищеском матче 8 сентября 2019 года против Уганды. 

## Достижения
Сборная
Кения
- Серебряный призёр Межконтинентального Кубка 2018[англ.]